# توني برايس (كرة سلة)
توني برايس (بالإنجليزية: Tony Price)‏ مواليد 5 يناير 1957 في نيويورك، هو لاعب كرة سلة أمريكي سابق. تم اختياره من قبل فريق ديترويت بيستونز خلال الدرافت. حمل الرقم 34. يبلغ طوله 6 قدم 6 بوصة (2.0 م). لعب مع لوس أنجلوس كليبرز.

## روابط خارجية
- توني برايس على موقع إن بي أي (الإنجليزية)
- توني برايس على موقع سبورتس رفرنس (الإنجليزية)
- توني برايس على موقع كلية كرة السلة في سبورتس رفرنس.كوم (الإنجليزية)
- توني برايس على موقع ريلجم (الإنجليزية)
- توني برايس على موقع بروبوليرز (الإنجليزية)